# Kolumna Rolanda w Dubrowniku
Kolumna Rolanda w Dubrowniku (chorw. Orlandov stup) – średniowieczna kolumna z przedstawieniem rycerza Rolanda, rozsławionego przez francuski epos rycerski Pieśń o Rolandzie, stojąca na placu Luža w Dubrowniku.

## Roland w średniowieczu
W średniowieczu stawiano posągi Rolanda jako znak wolności w wielu miastach Europy, tzw. miastach Rolanda. Figura Rolanda symbolizowała niezależność miasta, prawo do wolnego handlu oraz własnej jurysdykcji.
Pierwowzorem Rolanda jest Hruodlandus, hrabia marchii bretońskiej i siostrzeniec Karola Wielkiego, który brał udział w wyprawie wojennej do Hiszpanii przeciw Saracenom w 778 i poległ w walkach w Pirenejach w bitwie w wąwozie Roncevaux. O wydarzeniu tym wspomina w kilku wersach kronikarz Karola Wielkiego Einhard w biografii władcy Vita Carolo Magni (pol. Życie Karola Wielkiego). Na kanwie tej historii powstał później średniowieczny francuski epos rycerski Pieśń o Rolandzie (fr. Chanson de Roland).
Kult Rolanda przywędrował do Dubrownika, kiedy miasto znajdowało się pod ochroną króla węgierskiego Zygmunta Luksemburskiego. Legenda Rolanda została zinternalizowana przez mieszkańców miasta – powstała legenda według której Roland był obrońcą Dubrownika w walce z Saracenami, podczas której miał stoczyć zwycięski pojedynek z piratem zwanym Spuzente. W rzeczywistości oblężenie Dubrownika przez Saracenów miało miejsce ponad sto lat po śmierci bohatera.

## Historia
Kolumna została wzniesiona w 1419 roku z inicjatywy Zygmunta Luksemburskiego, syna cesarza Karola IV. W 1396 Zygmunt Luksemburski zatrzymał się w Dubrowniku po przegranej z Turkami i za 2000 dukatów podjął się ochrony miasta. Kolumna Rolanda miała symbolizować niezależność Dubrownika od Republiki Weneckiej. Senat miasta zlecił projekt rzeźbiarzowi z Lombardii Bonnino di Jacopo, który miał współpracować z artystami lokalnymi m.in. Antunem. Pierwsza wzmianka o pomniku Rolanda w Dubrowniku pochodzi z 1423 roku.
Prawe przedramię Rolanda służyło jako wzorzec standardowej jednostki miary długości (51,2 cm) – Dubrovački lakat.
Obecnie przed pomnikiem dokonywane jest otwarcie dorocznego Letniego Festiwalu oraz obchodów uroczystości św. Błażeja, patrona Dubrownika.

## Opis
Pomnik Rolanda w Dubrowniku różni się od przedstawień Rolanda w Niemczech. Obok rzeźby znajdował się drewniany maszt, na którym wywieszano flagę republiki kupieckiej, aż do przybycia Napoleona.